# Cantó de Tolosa-15
El cantó de Toulouse-15 és un cantó francès del departament de l'Alta Garona, a la regió d'Occitània. Està inclòs al districte de Tolosa, està format per 9 municipis i una part del cap cantonal, que és Tolosa de Llenguadoc.

## Municipis
- Sent Joan le Nòu
- Sent Joan le Vièlh
- Castèlmauron
- Puègbonieu
- Montberon
- Sant Ginèst
- Sent Lop
- Rofiac Tolosan
- Tolosa de Llenguadoc